# Приходько В'ячеслав Опанасович
В'ячесла́в Опана́сович Прихо́дько (13 січня 1940, Золотоноша — 12 січня 2011, Ужгород) — український живописець; член Спілки радянських художників України з 1973 року. Заслужений художник Української РСР з 1990 року; народний художник України з 2004 року; лауреат Закарпатської обласної премії імені Йосипа Бокшая та Адальберта Ерделі в галузі образотворчого мистецтва за 1997 рік.

## Життєпис
У 1955—1959 роках здобував художню освіту в Ужгородському училищі прикладного мистецтва — у вчителів В. Береца, І. Гарапка, Ф. Манайла, Ш. Петкі, В. Свиди.
1965 року закінчив навчання у Львівському державному інституті прикладного та декоративного мистецтва — факультет проектування меблів та оформлення інтер'єра, викладачами по фаху були В. А. Монастирський, І. В. Севера, І. М. Скобало, М. І. Смирнов.

## Творчість
Серед робіт:
- 1999 — «Гармонія»,
- 2000 — «Колодязь»,
- 2000 — «Старе місто»,
- 2000 — «Танок»,
- 2001 — «Квартет».

З 1968 року бере участь у виставках — обласних, всесоюзних та закордонних. Відбулися персональні виставки:
- 1981, 1984 та 2000 роки — в Ужгороді,
- 1990 та 1992 — в Мюнхені,
- 1994 — у Требішові (Словаччина),
- 1995 — в Будапешті.

Його твори придбані Дирекцією виставок Національної Спілки художників України та Міністерством культури і мистецтв України.